# تایلر لاکوود
تایلر لاکوود (به انگلیسی: Tyler Lockwood) یک شخصیت داستانی در سریال خاطرات خون‌آشام است. او پسر شهردار ریچارد لاکوود و کارول لاکوود است. او برای تیم فوتبال دبیرستان میستیک فالز بازی می‌کند.

در ابتدا او پسری متکبر، خودخواه و قلدر است و رابطه خوبی با مت ندارد ولی بعدها بهترین دوست مت داناوان می‌شود.

وی پس از مرگ پدرش و برگشت عموی خود، میسن لاکوود به راز نفرین خانوادگی خود پی می‌برد و می‌فهمد که دارای ژن گرگینه است.
وقتی کارولاین به تایلر کمک می‌کند تا تحولات گرگ نمای خود را بشکند با او احساسات عاشقانه برقرار می‌کند.
تایلر اولین گرگینهٔ موفق کلاوس است که تبدیل دورگه می‌شود و احساس نوکری به کلاوس دارد؛ ولی بعد از گذشت مدتی او با گرگینه ای به نام هیلی آشنا می‌شود و یادمی‌گیرد که چگونه احساس نوکری به کلاوس را بشکند.
در فصل ۵، مسافری به نام جولیان درون بدن او می‌رود ولی پس از مردن و برگشت به دنیا دوباره گرگینه می‌شود.
او در فصل ۶ با یکی از دوقلوهای جادوگر وارد رابطهٔ عشقی می‌شود که در نهایت تایلر مجبور می‌شود برای فعال کردن نفرین گرگینه ونجات جان خود، او را بکشد.
تایلر در قسمت ٣ فصل ۸ هنگامی که انسانیت دیمن سالواتوره خاموش بود، توسط او کشته می‌شود.